# Милка
Милка је  бугарско, српско, хрватско и словеначко име. Потиче од старе словенске речи „мил“, „мио“, „мили“ и варијанта је имена Милица. Може бити и варијанта латинског Emily, словенског Илка и хебрејског Малка, па њена значења могу бити „жељна“, „радна“, „ривалка“, „поласкана“, „краљица“. Такође, може бити варијанта имена Милена.

## Историјат
Име Милка, као и њему слична попут Милице, Милана, Милоша и Милутина, посведочено је у многим писаним историјским изворима. У једној дубровачкој исправи из 14. века је забележено име Милцха, што се могло читати и као Миљка.

## Популарност
У Словенији је ово име 2007. било на 143, месту по популарности.

## Изведена имена
Од Милка и сличних имена, изведена су имена Мила, Милана, Миланија, Миланко, Миланче, Миле, Милен, Миленка, Миленко, Милентије, Милета, Милика, Милинко, Милкан, Милкица, Мило, Милоица, Милоје, Милојица, Милојка, Милојко, Милоња, Милун, Милуна, Милуника, Милунка, Милутинка, Милча, Милша, Миља, Миљан, Миљана, Миљенко, Миљко, Миљојка и Миња.